# Muzeum Ziemi Wałeckiej w Wałczu

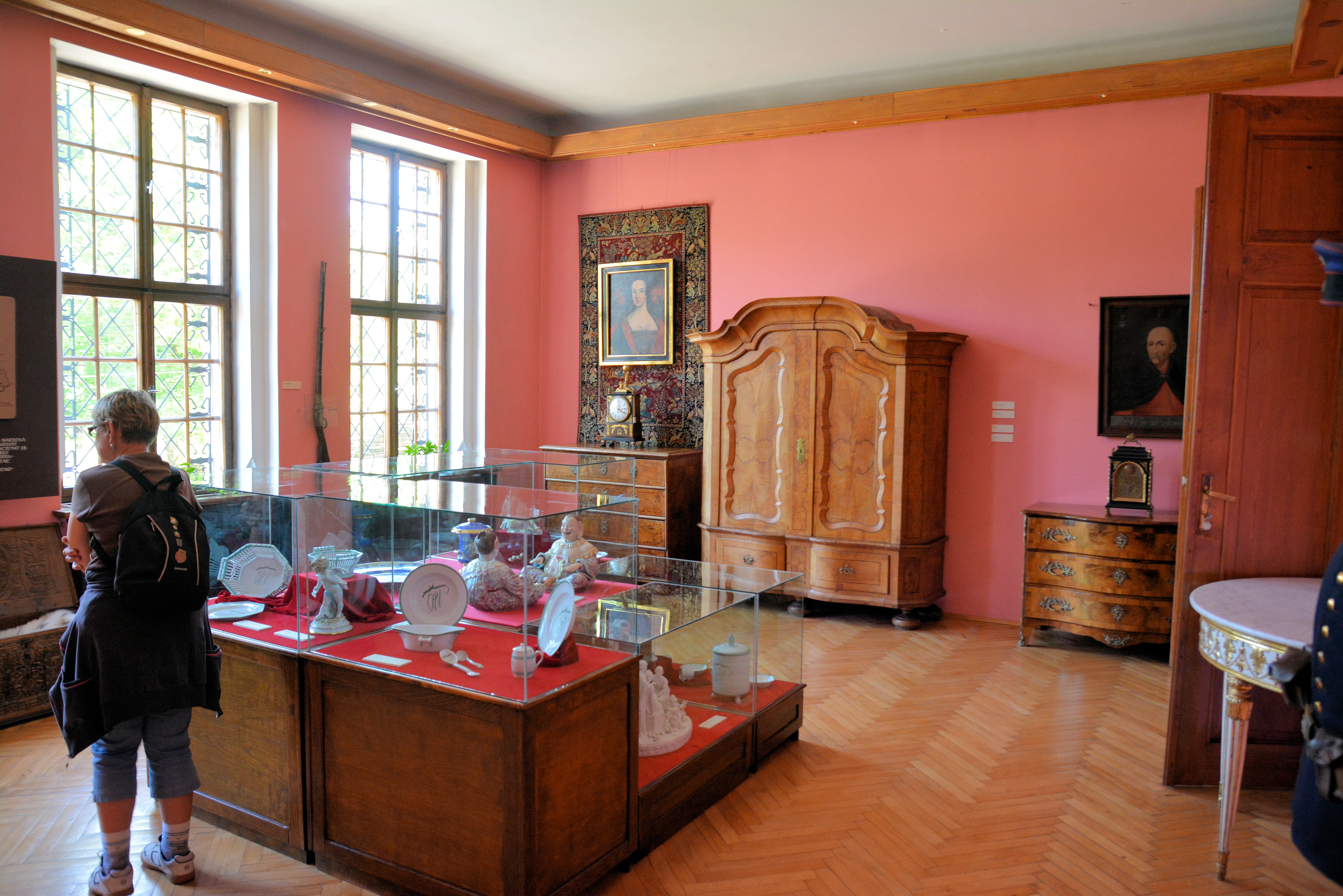
Fragment ekspozycji

Muzeum Ziemi Wałeckiej w Wałczu – muzeum z siedzibą w Wałczu. Placówka jest miejską jednostką organizacyjną, a jej siedzibą jest klasycystyczny dwór, pochodzący z początku XIX wieku.
Muzeum powstało w 1982 roku. W swych zbiorach posiada eksponaty związane z historią miasta i okolicy, począwszy od pradziejów po lata powojenne. W ramach wystawy stałej pt. „Dzieje Ziemi Wałeckiej” prezentowane są m.in. eksponaty archeologiczne pochodzące z wykopalisk w Strącznie oraz Tucznie (wyposażenie grobów, przedmioty codziennego użytku, elementy uzbrojenia), dokumenty z XVII i XVIII wieku związane z funkcjonującym tu starostwem, pamiątki z okresu zaboru pruskiego oraz eksponaty upamiętniające przełamanie Wału Pomorskiego w 1945 roku. Ponadto zobaczyć można również prace z zakresu rzemiosła artystycznego.

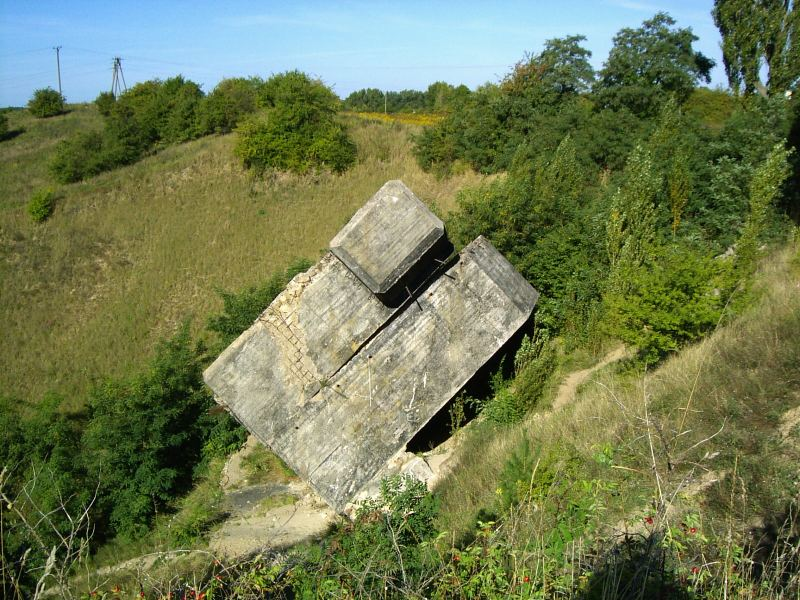
Umocnienia Grupy Warownej „Cegielnia”

W ramach muzeum działa również Skansen Fortyfikacyjny Grupa Warowna „Cegielnia”, położony przy ul. Południowej. Oferuje on możliwość zwiedzania pozostałości dawnych niemieckich umocnień Wału Pomorskiego, wybudowanych w latach 1932–1935.
Muzeum oraz Skansen są obiektami całorocznymi, czynnymi codziennie z wyjątkiem poniedziałków. Wstęp jest płatny.